# Matilda d'Hainaut
Matilda d'Hainaut (29 de novembre del 1293 - 1331) va ser princesa d'Acaia (Matilda I d'Acaia) del 1313 al 1316, títol que va heretar de la seva mare, Isabel I d'Acaia i li fou concedit per Felip I de Tàrent.
Aquest títol li fou disputat per la seva cosina Isabel de Sabran i pel marit d'aquesta Ferran de Mallorca. Fou també duquessa d'Atenes pel seu matrimoni. Quan va enviudar, el rei de Nàpols li va prendre el títol de princesa per no accedir a casar-se amb qui ell volia.

## Pretendent al Principat d'Acaia
Matilda d'Hainaut era filla de la princesa d'Acaia, Isabel I i del seu segon marit Florenci d'Hainaut. La veritable titularitat del Principat d'Acaia la tenien els reis de Nàpols, als quals els l'havia conferit l'avi de Matilda i pare d'Isabel, Guillem II d'Acaia, en el tractat de Viterbo.
El 1306, Isabel I i el seu tercer marit, Felip I del Piemont, governaven el principat en nom dels reis de Nàpols, que en aquell moment era Carles II d'Anjou; aquest els requerí a la seva cort per jutjar-los. Felip I del Piemont fou acusat de deslleialtat i de negar l'obediència deguda en no haver donat suport al clam de Carles II d'Anjou sobre el Despotat de l'Epir. A més, Isabel I d'Acaia fou acusada de no haver requerit el consentiment previ de Carles II d'Anjou per casar-se amb Felip I del Piemont. De resultes d'aquestes acusacions, Carles II d'Anjou privà del Principat d'Acaia a la parella el 5 de maig del 1306 i en traspassà la titularitat al seu fill, Felip I de Tàrent (qui per tant esdevingué Felip II d'Acaia).
Felip I del Piemont renuncià als seus clams sobre el Principat d'Acaia l'1 de maig del 1307. Isabel I d'Acaia se separà d'aquest i anà a viure al Comtat d'Hainaut. Va morir allí el 23 de gener del 1312, de manera que la filla que Isabel I d'Acaia havia tingut del seu primer matrimoni amb Florenci d'Hainaut, Matilda d'Hainaut, heretà els drets sobre el Principat d'Acaia. El 1313 Felip I de Tàrent accedí finalment a reconèixer Matilda d'Hainaut i li traspassà els drets sobre el principat.

## La Casa de Mallorca entra en la disputa pel Principat d'Acaia
Per altra banda, Isabel I d'Acaia havia tingut una germana menor, Margarida d'Acaia. Quan Isabel I d'Acaia fou desposseïda del principat per Carles II d'Anjou, la germana d'aquesta, Margarida d'Acaia, reclamà per a ella mateixa els drets sobre el Principat d'Acaia, però de manera infructuosa. Finalment traspassà els drets en favor de la seva filla, Isabel de Sabran, que era per tant cosina de Matilda d'Hainaut. Per fer valdre els seus drets per sobre dels de la seva cosina Matilda, Isabel de Sabran es casà amb l'infant Ferran de Mallorca, qui reclamà el Principat d'Acaia en nom de la seva dona i en preparà la conquesta.

## La dinastia de La Roche i la primera dinastia Capet d'Anjou-Sicília
El 1299, a l'edat de 6 anys, Matilda fou casada amb Guy II de la Roche, duc d'Atenes. Però aquest morí el 1308 i Matilda d'Hainaut es tornà a casar el 1313 amb Lluís de Borgonya, qui tenia la dignitat titular del Regne de Tessalònica. El matrimoni estava pensat per unir la primera dinastia Capet d'Anjou-Sicília i la Casa de Borgonya.

## La guerra amb l'infant de Mallorca pel Principat d'Acaia
Matilda d'Hainaut i Lluís de Borgonya es traslladaren ràpidament a Grècia per prendre possessió del Principat d'Acaia, que aleshores ja estava ocupat pel seu rival, l'infant Ferran de Mallorca. Aquest morí a la batalla de Manolada el 5 de juliol del 1316 i Lluís de Borgonya prengué el control del principat, però el mateix any de 1316 fou enverinat i Matilda, que llavors tenia 23 anys, va quedar vídua per segona vegada.

## Pèrdua del Principat d'Acaia
En veure trastocats els seus plans pel principat, la primera dinastia Capet d'Anjou-Sicília va obligar Matilda d'Hainaut a casar-se amb Joan de Gravina, un germà menor de la dinastia i duc de Durazzo. Però ella refusà el matrimoni i finalment fou segrestada per obligar-la a casar-s'hi. Després d'efectuat el matrimoni per obligació i contra la seva voluntat, Matilda d'Hainault protestà davant del jutjat papal d'Avinyó, on revelà que s'havia casat secretament amb el cavaller Hug de La Palisse. De resultes d'això, el seu matrimoni amb Joan de Gravina fou anul·lat, però de retruc donava altra volta arguments als Anjou per a la confiscació del Principat d'Acaia. Aquest fou concedit naturalment a Joan de Gravina el 1321.
Matilda d'Hainaut passà la resta dels seus dies empresonada al Castell de l'Ou per tal d'evitar noves reclamacions, on morí el 1331.
| Matilda d'Hainaut Dinastia Villehardouin Naixement: 29 de novembre 1293 Mort: 1331                            | |                                                                |
| Títols com a pretendent                                                                                       | |                                                                |
| Precedit per: Isabel I d'Acaia (mare)                                                                         | — En disputa per: — Principat d'Acaia (1306-1313) — Raó de la disputa: — El 1306 Carles II d'Anjou acusa de deslleialtat a Isabel I d'Acaia i la desposseí del principat | Succeït per: Ella mateixa com a legítima Princesa d'Acaia      |
| Títols | |                                                                |
| Precedit per: Felip I de Tàrent (El 1313 Felip I de Tàrent, fill de Carles II d'Anjou, li reconeix els drets) | Princesa d'Acaia (Llista de prínceps d'Acaia) (1313-1316) amb Lluís de Borgonya (marit) (1313-1316)                                                                      | Succeït per: Eudes IV de Borgonya (germà de Lluís de Borgonya) |